# Droit d'immatriculation des opérateurs et agences de voyages
Lire en ligne

Lire sur Légifrance

Le droit d'immatriculation des opérateurs et agences de voyages est une taxe forfaitaire française créée en 2009 pour l'immatriculation des agences de voyages. Le droit a été supprimé par la loi de finances de 2019.

## Historique
Le droit d'immatriculation dû par les opérateurs et agences de voyages est prévu par l'article L.141-3 du code de tourisme créé par l'article 7 de la loi n°2009-888 de développement et de modernisation des services touristiques du 22 juillet 2009. Cette immatriculation permet de s'assurer du respect par les opérateurs et agences de voyages de leurs obligations légales pour exercer leurs activités.
Cette taxe est consacrée au financement de la tenue du registre d'immatriculation des agences de voyages et autres opérateurs, l'une des missions de service public confiées à Atout France en application de l'article L. 141-2 du code du tourisme. Cette mission était auparavant exercée par l'administration. 
L'article 9 de la loi de finances pour 2019 supprime plusieurs taxes à faible rendement, dont le droit d'immatriculation des opérateurs et agences de voyages.

## Caractéristiques

### Bénéficiaire
Les frais d'immatriculation sont versés à Atout France, groupement d'intérêt économique placé sous la tutelle du ministre chargé du tourisme.

### Redevables
Les agents de voyage et autres opérateurs de la vente de voyages et de séjours doivent payer des frais d'immatriculation d'un montant de 100 euros. Le renouvellement de l'immatriculation est à faire tous les trois ans.

### Produit
Le produit des frais d'immatriculation était de 200 000 euros en 2016, soit 0,3 % des recettes d'Atout France.